# Leistwiesen bei Rommershausen
Leistwiesen bei Rommershausen este o arie protejată (arie specială de conservare — SAC, sit de importanță comunitară — SCI) din Germania întinsă pe o suprafață de 27,32 ha, integral pe uscat.

## Localizare
Centrul sitului Leistwiesen bei Rommershausen este situat la coordonatele 50°55′37″N 9°10′34″E / 50.9269°N 9.1761°E.

## Înființare
Situl Leistwiesen bei Rommershausen a fost declarat sit de importanță comunitară în aprilie 1999 pentru a proteja 14 specii de animale. Situl a fost protejat și ca arie specială de conservare în martie 2008.

## Biodiversitate
Situată în ecoregiunea continentală, aria protejată conține 2 habitate naturale: Fânețe de joasă altitudine (Alopecurus pratensis, Sanguisorba officinalis), Păduri aluvionare cu Alnus glutinosa și Fraxinus excelsior (Alno-Padion, Alnion incanae, Salicion albae).
La baza desemnării sitului se află mai multe specii protejate:
- păsări (13): lăcar-de-rogoz (Acrocephalus schoenobaenus), lăcar-de-lac (Acrocephalus scirpaceus), pescăruș albastru (Alcedo atthis), rață mică (Anas crecca crecca), barză albă (Ciconia ciconia ciconia), cristeiul de câmp (Crex crex), ciocănitoare pestriță mică (Dendrocopos minor), becațină comună (Gallinago gallinago), sfrâncioc roșiatic (Lanius collurio), cresteț pestriț (Porzana porzana), Rallus aquaticus aquaticus, mărăcinar (Saxicola rubetra), Tachybaptus ruficollis ruficollis
- amfibieni (1): triton cu creastă (Triturus cristatus)

Pe lângă speciile protejate, pe teritoriul sitului au mai fost identificate 5 specii de plante, 1 specie de păsări, 1 specie de amfibieni, 4 specii de nevertebrate.